# خاقانات ترک غربی
خاقانات ترک غربی یا خاقان‌نشین غربی خاقاناتی بودند در آسیای میانه که در اثر منشعب‌شدن خاقانات گوک‌ترک، در سدهٔ هفتم میلادی به وجود آمدند. تأسیس این خاقانات در سال ۶۰۰ میلادی و انقراض آن در سال ۶۵۹ میلادی بود.
در سدهٔ پنجم میلادی، پانصد خانواده از خاندان آشینا، در شمال چین با هم متحد شدند. در آغاز زبان مغولی را به عنوان زبان مشترک خویش برگزیدند ولی تا اواسط سدهٔ ششم میلادی، افراد قبایل آشینا به زبان ترکی سخن می‌گفتند. چینیان اتباع خان‌های «آشینا» را «تو-کیو» (tu-kiu) می‌گفتند. با توجه به اینکه چینیان در زبان خود مخرج «ر» ندارند، این نام بعدها از سوی یک دانشمند فرانسوی پلیو به صورت تورکیوت (tur-kiut) خوانده شد که در واقع تلفظ درست‌تر واژهٔ تو-کیو است که با مخرج «ر» همراه شده‌است. این قبایل طی اتفاقاتی به جنوب رشته‌کوه آلتای پناه بردند و در آنجا سکنی گزیدند.

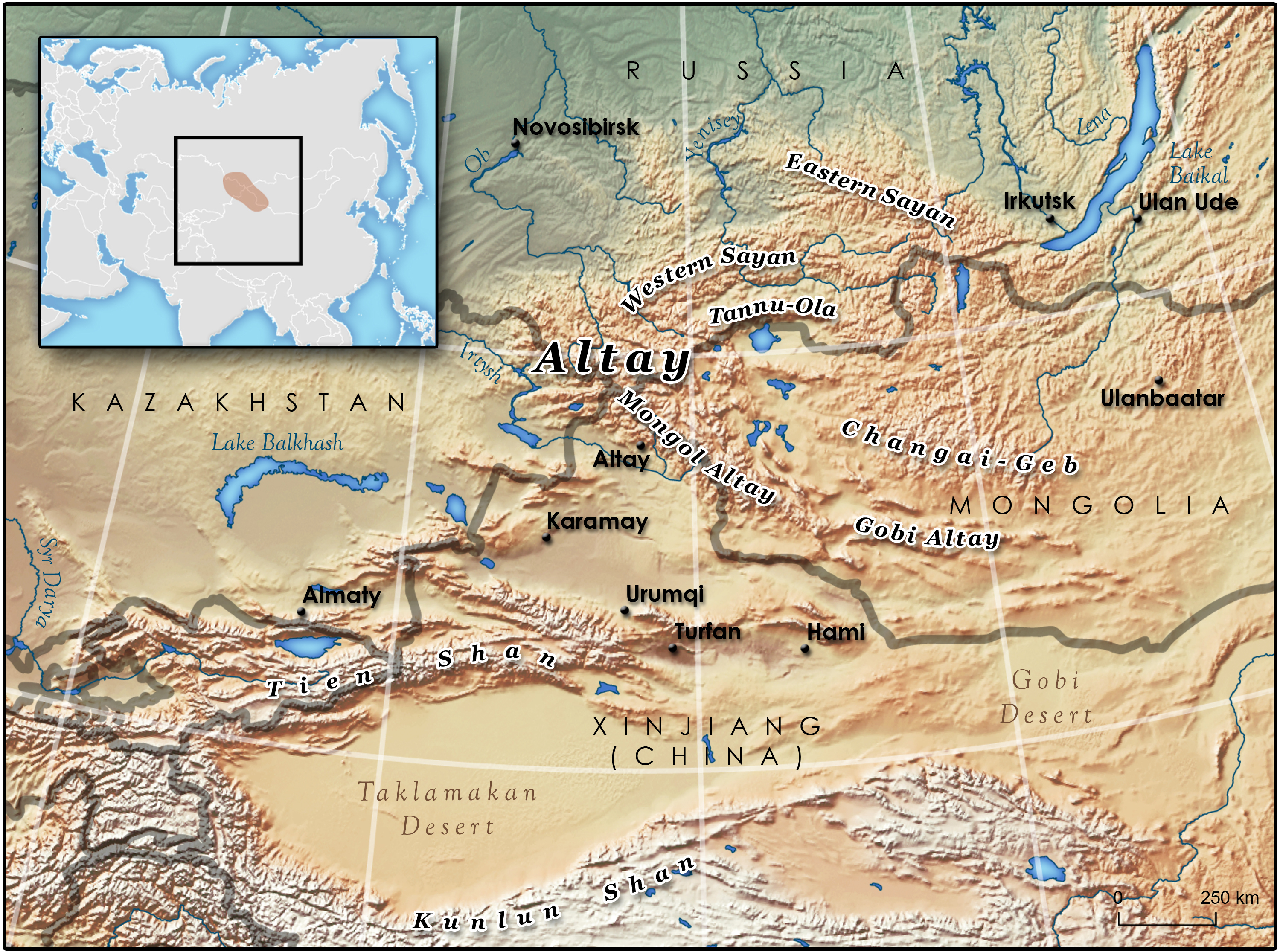
نقشه‌ای از رشته‌کوه آلتای، کوه آلتای کنار سرزمین مغولستان و در شرق رشته‌کوه اورال واقع شده‌است.

این قبایل چنان در درازای زمان با هم جوش خوردند که صد سال بعد به سال ۵۶۴ میلادی، مجموعهٔ واحدی را تشکیل دادند. ترکان در مدتی کوتاه سرزمین وسیعی را به تصرف درآوردند و تا مرزهای ایران پیش تاختند.
به سبب اختلافاتی که میان خاقانات ترک به وجود آمد در جنگی که از سال ۶۰۰ تا ۶۰۳ میلادی به‌طول انجامید، خاقانات ترک به دو خاقانات غربی و شرقی بخش شدند.

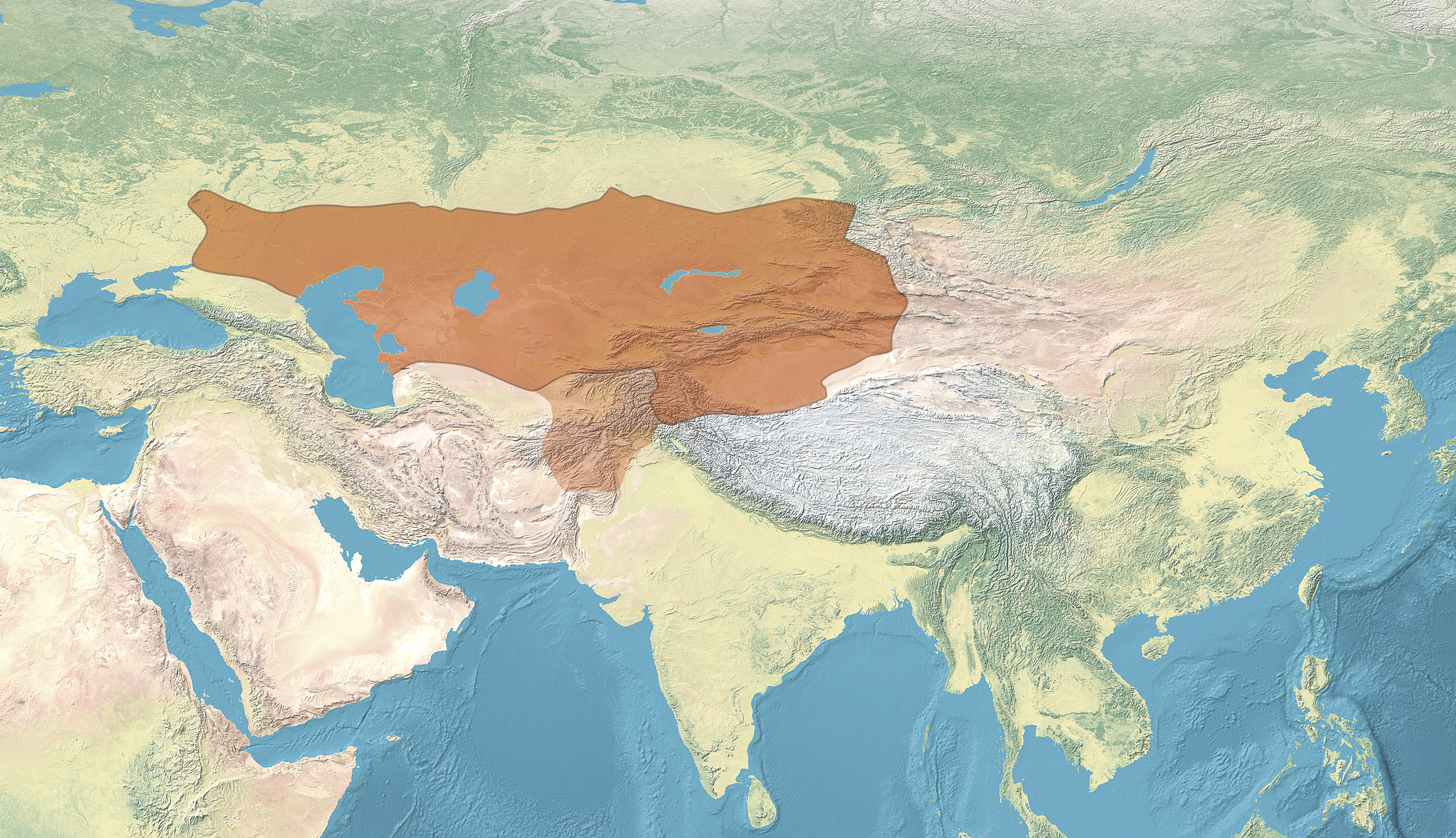
قلمرو خاقانات گوک‌ترک غربی در بزرگترین حالت خود در سال ۶۲۵

اندکی بعد رقابت و دشمنی میان دو خاقانات شرقی و غربی پدید آمد. امپراتوری چین که خاقانات ترک شرقی را دشمنی خطرناک می‌شمرد، راه اتحاد با خاقانات ترک غربی را در پیش گرفت. همچنین خاقانات ترک غربی روابط دوستانه‌ای با امپراتوری بیزانس داشت و دشمن ساسانیان به‌شمار می‌آمد.

## مناسبات خاقانات ترک غربی و حاکمان محلی
در ابتدا سیاست ترک‌هایی که آسیای میانه را اشغال کرده بودند از سیاست هیتالیان تفاوت قابل ملاحظه‌ای نداشت یعنی آنان به حاکمان محلی باج و مالیات می‌بستند. خاندان سلطنتی پیشین و قواعد و موازینی که در روزگار گذشته، هنوز در محلات متداول بود، تغییر نپذیرفت ولی تدریجاً وضعیت تغییر کرد و ترک‌ها در آسیای‌میانه نظام ادارهٔ امور را فرا گرفتند. اعیان و اشراف ترک در حرص و طمع افتادند و والی ناحیهٔ چاچ (تاشکند کنونی) را کشته، به جای او «داله» نام ترک را نشاندند.
در سال ۶۱۸ میلادی در عهد تونشخو یا تون جبغو خان حاکم خاقانات ترک غربی اصلاحاتی اعلان گردید که طبق آن خاقان مذکور تمام حاکمان محلی را والیان خود خوانده، به همهٔ آن‌ها عنوان داد. در سیاست او زوری با زاری توأم استفاده می‌شد مثلاً یکی از تواناترین حاکمان سمرقند را به دامادی خود درآورد. زمانی که سپهسالار ایران سمبات بگراتونی به هیتالیان حمله برد، تونشخو به مدد آنان آمد و پادگان ایرانی مجبور به عقب‌نشینی شد. بدین ترتیب تمام تخارستان از سلطهٔ ساسانیان خارج شد.
گرفتاری‌های خسرو پرویز شاه ساسانی و پیکارهای او در غرب و مقاومت شدید دولت روم شرقی سبب شده بود که وی نتواند چنان‌که باید به اقدام‌های لازم در امور مرزهای شرقی دست زند. بدین روال طی سال‌های ۶۲۰ تا ۶۳۰ میلادی، مرزهای شرقی ایران بی‌دفاع ماند. آنچه در مآخذ آورده‌اند که تونشخو فارس را اشغال کرد به همین معنی می‌باشد. سپس تونشخو جنوب افغانستان را تسخیر کرد و به همین ترتیب تمام شمال و غرب پاکستان معاصر به تصرف ترک‌ها درآمد یا حداقل به ترک‌ها مطیع گردید. تونشخو در سال ۶۳۰ میلادی وفات یافت. پس از مرگ او وضعیت خاقانی ترک غربی بی‌ثبات شد و جنگ و جدال، آشوب و فتنه میان اشراف بر سر نواحی زراعت‌پرور آسیای‌میانه فلاکت بسیاری آورد و تاراج و غارت و تاخت و تاز ابعاد گسترده‌ای پیدا کرد؛ مثلاً والی فرغانه کشته شد و در شمال فرغانه والیان ترک به سر کار آمدند. به سبب اوضاع داخلی و خارجی سیاسی، خاقانات ترک غربی به‌طور کامل منقرض گردیدند.
در سال ۶۵۹ میلادی، خاقانات غربی، توسط امپراتور چین از میان رفته و دیگر هرگز سر برنیفراشت

## جنگ‌های ایران با خاقانات ترک غربی
در سال ۶۱۹ میلادی، خاقانات ترک غربی، به شهر بلخ که متعلق به ایران بود، حمله کرد ولی پس از مدتی به عقب رانده شدند. این جنگ دومین جنگ ایران و ترکان نامیده می‌شود.
در سال ۶۲۶ تا ۶۲۹ میلادی، در طی سومین جنگ ایران و ترکان، خاقانات ترک غربی که با هراکلیوس، امپراتور بیزانس متحد شده بودند، توانستند با موفقیت قفقاز را تصرف کنند.